# Инаугурация Авраама Линкольна (1861)
Первая инаугурация Авраама Линкольна в качестве 16-го Президента США состоялась 4 марта 1861 года. Одновременно к присяге был приведён Ганнибал Гэмлин как 15-й вице-президент США. Президентскую присягу проводил Председатель Верховного суда США Роджер Брук Тони.
Это был первый раз, когда Линкольн появился на публике с бородой, которую он начал отращивать после избрания президентом, в ответ на письменный запрос 11-летней Грейс Беделл. Это фактически сделало его первым президентом, у которого были какие-либо волосы на лице, кроме бакенбард. Примечательно, что Джон Брекинридж стал первым уходящим вице-президентом, приведшим своего преемника к присяге.
В день инаугурации кортеж Линкольна к Капитолию был окружён тяжеловооружённой кавалерией и пехотой, что обеспечило избранному президенту беспрецедентную защиту, поскольку страна стояла на грани войны. В течение 16 недель между победой Линкольна на президентских выборах 1860 года и днём инаугурации семь рабовладельческих штатов объявили о своём выходе из Союза и образовали Конфедеративные Штаты Америки.

## Галерея

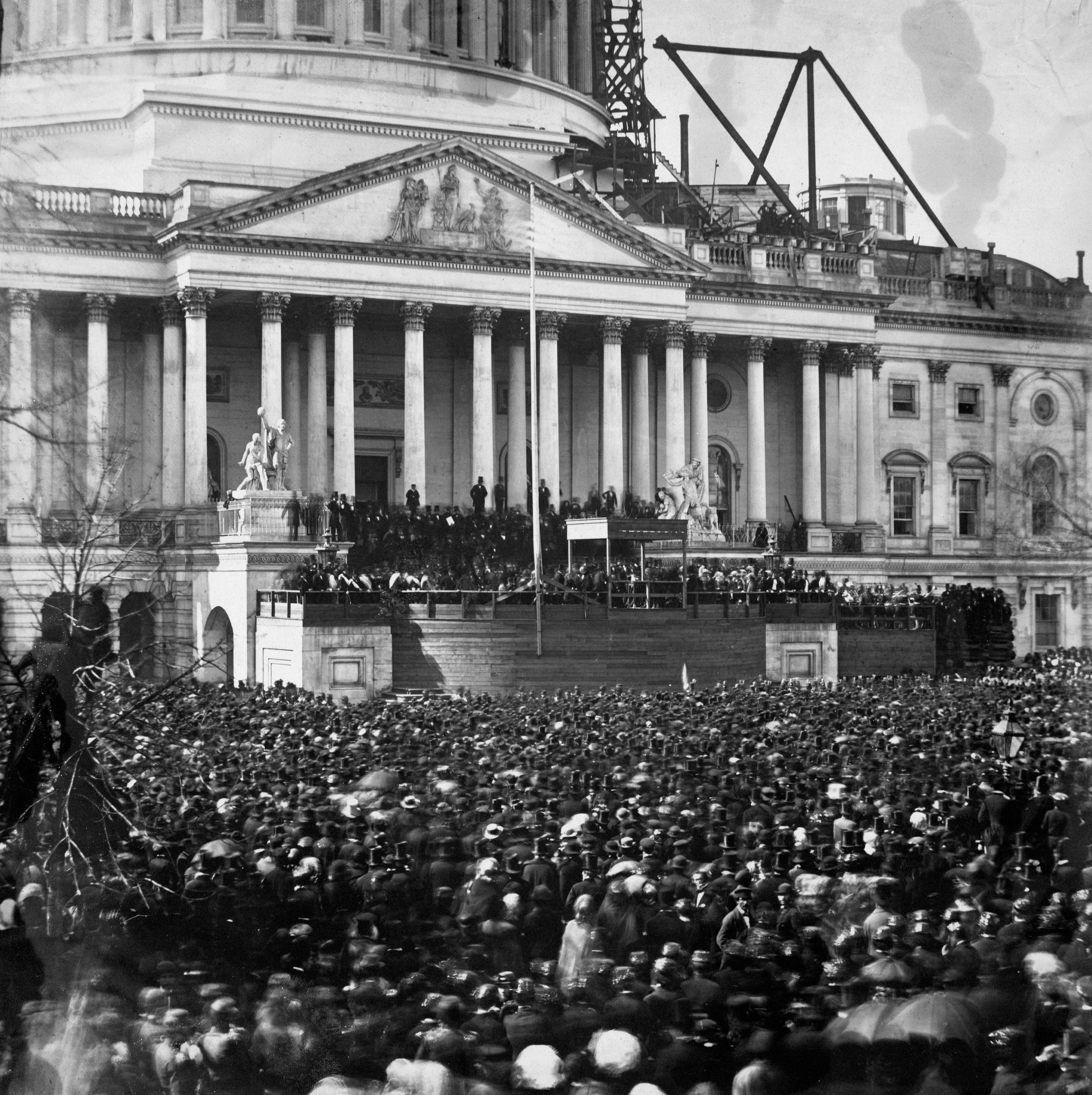
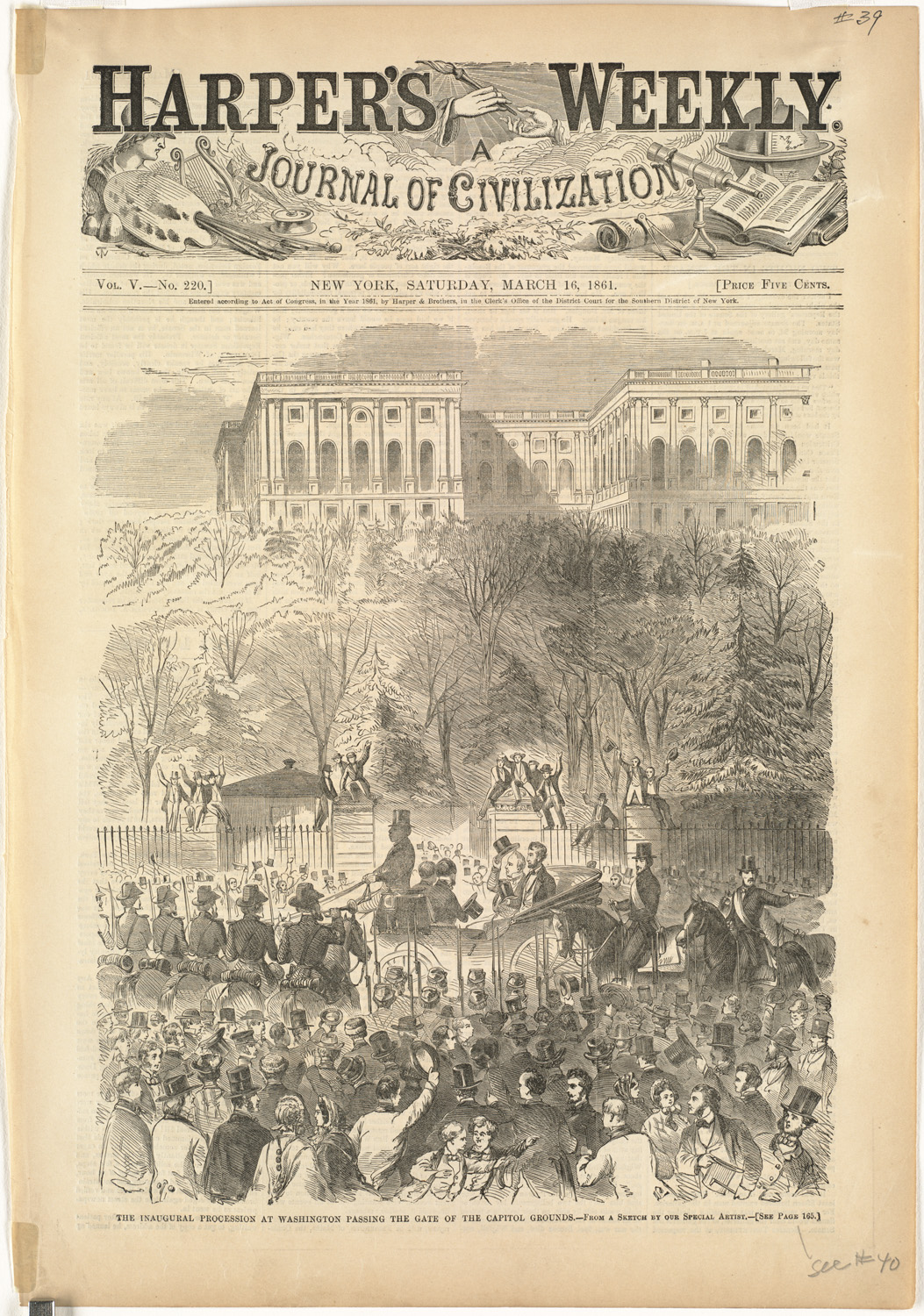
Иллюстрация с президентом Линкольном направляющимся в Капитолий